# Liste du patrimoine mondial en Pologne

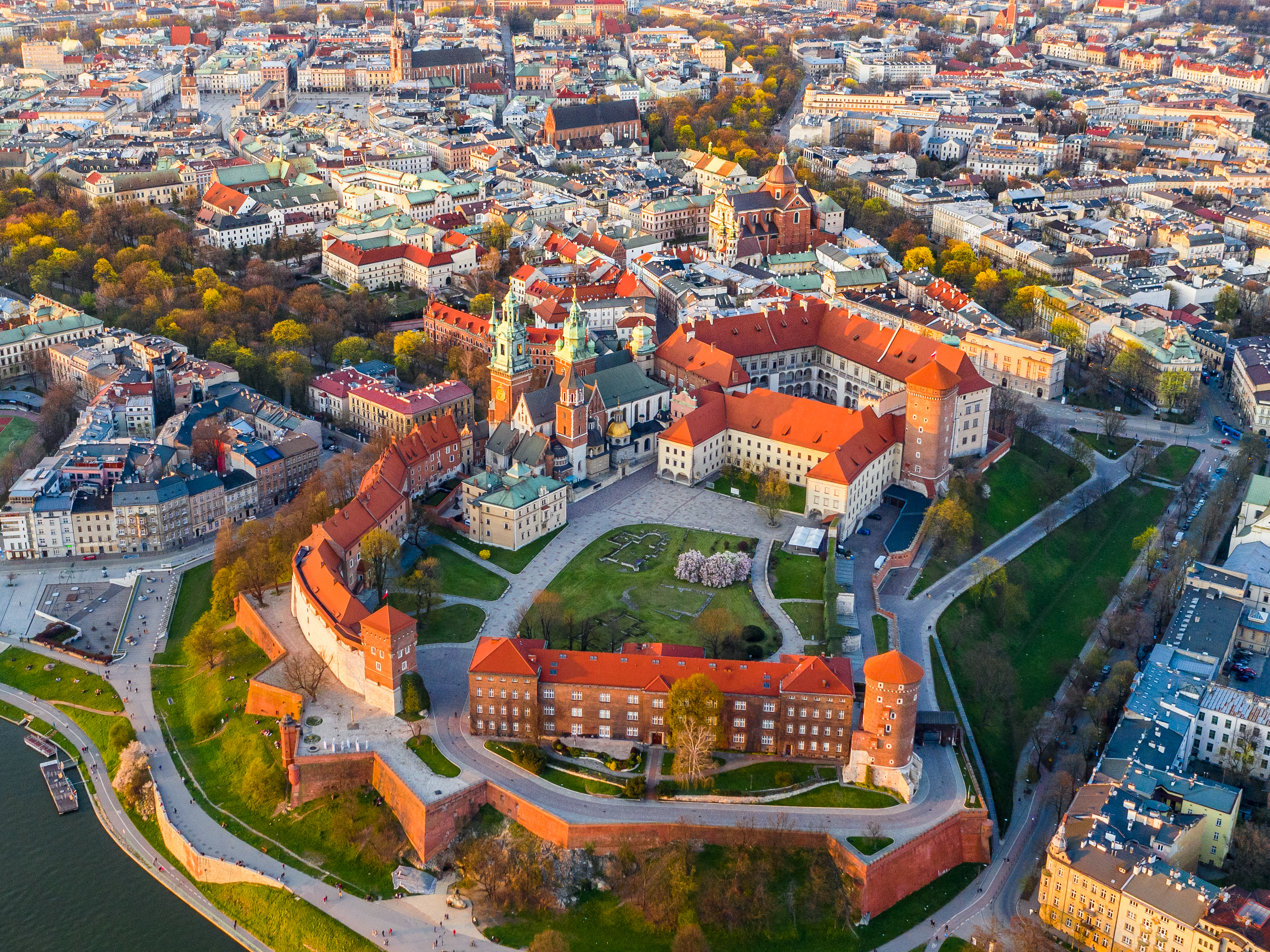
Le centre historique de Cracovie, l'un des 12 premiers sites inscrits sur la liste du patrimoine mondial de l'UNESCO en 1978.

Cet article recense les sites inscrits au patrimoine mondial en Pologne.

## Statistiques
La Pologne ratifie la Convention pour la protection du patrimoine mondial, culturel et naturel le 29 juin 1976. Les premiers sites protégés sont inscrits en 1978.
En 2021, la Pologne compte 17 sites inscrits au patrimoine mondial, 15 culturels et 2 naturels.
À la même date, le pays a également soumis 5 sites à la liste indicative, 4 culturels et 1 naturel.

## Listes

### Patrimoine mondial
Les sites suivants sont inscrits au patrimoine mondial.
| Id.  | Bien                                                                                              | Voïvodie                        | Date | Superficie (ha) | Zone tampon (ha) | Type, Critères et notes | Coordonnées | Illus. |
| ---- | ------------------------------------------------------------------------------------------------- | ------------------------------- | ---- | --------------- | ---------------- | --- | --- | ------ |
| 29   | Centre historique de Cracovie                                                                     | Petite-Pologne                  | 1978 | 149,65          | 907,35           | - Culturel (iv) | 50° 04′ 01″ nord, 19° 57′ 36″ est |        |
| 32   | Mines royales de sel de Wieliczka et Bochnia                                                      | Petite-Pologne                  | 1978 | 1 104,95        | 580,60           | - Culturel (iv)Trois sites : - Mines de sel de Wieliczka (seul site inscrit en 1978) - Mines de sel de Bochnia (extension en 2013) - Château de Żupny (pl) (extension en 2013) | 49° 58′ 59″ nord, 20° 03′ 22″ est 49° 58′ 08″ nord, 20° 25′ 01″ est 49° 59′ 02″ nord, 20° 03′ 32″ est |        |
| 31   | Auschwitz Birkenau Camp allemand nazi de concentration et d'extermination (1940-1945)             | Petite-Pologne                  | 1979 | 191,97          |                  | - Culturel (iv) | 50° 01′ 37″ nord, 19° 12′ 07″ est 50° 02′ 13″ nord, 19° 10′ 34″ est |        |
| 33   | Forêt de Białowieża                                                                               | Podlachie                       | 1979 | 59 577          | 35 835           | - Naturel (vii) - Site transfrontalier commun avec la Biélorussie | 52° 43′ 37″ nord, 23° 53′ 56″ est |        |
| 30   | Centre historique de Varsovie                                                                     | Mazovie                         | 1980 | 25,93           | 666,78           | - Culturel (ii), (vi) | 52° 15′ 58″ nord, 21° 00′ 43″ est |        |
| 564  | Vieille ville de Zamość                                                                           | Lublin                          | 1992 | 75,04           | 214,92           | - Culturel (iv) | 50° 43′ 01″ nord, 23° 15′ 07″ est |        |
| 835  | Ville médiévale de Toruń                                                                          | Couïavie-Poméranie              | 1997 | 48              | 300              | - Culturel (ii), (iv) | 53° 00′ 40″ nord, 18° 36′ 36″ est |        |
| 847  | Château de l'ordre Teutonique de Malbork                                                          | Poméranie                       | 1997 | 18,04           |                  | - Culturel (ii), (iii), (iv) | 54° 02′ 24″ nord, 19° 01′ 41″ est |        |
| 905  | Kalwaria Zebrzydowska : ensemble architectural maniériste et paysager et parc de pèlerinage       | Petite-Pologne                  | 1999 | 380             | 2 600            | - Culturel (ii), (iv) | 49° 51′ 36″ nord, 19° 40′ 16″ est |        |
| 1054 | Églises de la Paix à Jawor et Świdnica                                                            | Basse-Silésie                   | 2001 | 0,23            | 11,8             | - Culturel (iii), (iv), (vi) | 51° 03′ 14″ nord, 16° 11′ 20″ est 50° 50′ 46″ nord, 16° 29′ 30″ est |        |
| 1053 | Églises en bois du sud de Małopolska                                                              | Petite-Pologne                  | 2003 | 8,26            | 242              | - Culturel (iii), (iv) - 6 sites : églises de Binarowa (pl), Blizne (pl), Dębno (pl), Haczów (pl), Lipnica Dolna (pl) et Sękowa (pl). | 49° 45′ 29″ nord, 21° 13′ 08″ est 49° 45′ 04″ nord, 21° 58′ 29″ est 49° 27′ 59″ nord, 20° 12′ 43″ est 49° 40′ 13″ nord, 21° 53′ 24″ est 49° 51′ 37″ nord, 20° 31′ 50″ est 49° 37′ 50″ nord, 21° 11′ 10″ est                             |        |
| 1127 | Parc de Muskau / Parc Mużakowski                                                                  | Lubusz                          | 2004 | 348             | 1 204,65         | - Culturel (i), (iv) - Site transfrontalier commun avec l'Allemagne. | 51° 33′ 04″ nord, 14° 43′ 37″ est |        |
| 1165 | Halle du Centenaire de Wroclaw                                                                    | Basse-Silésie                   | 2006 | 36,69           | 189,68           | - Culturel (i), (ii), (iv) | 51° 06′ 25″ nord, 17° 04′ 38″ est |        |
| 1424 | Tserkvas en bois de la région des Carpates en Pologne et en Ukraine                               | Basses-Carpates, Petite-Pologne | 2013 | 7,03            |                  | - Culturel (iii), (iv) - Site transfrontalier commun avec l'Ukraine. 8 sites en Pologne : églises de Brunary (pl), Chotyniec, Kwiatoń (pl), Owczary (pl), Powroźnik (pl), Radruż, Smolnik (pl), Turzańsk (pl) | 49° 32′ 03″ N, 21° 01′ 57″ E 49° 57′ 11″ N, 23° 00′ 10″ E 49° 30′ 03″ N, 21° 10′ 25″ E 49° 35′ 19″ N, 21° 11′ 29″ E 49° 22′ 11″ N, 20° 57′ 01″ E 50° 10′ 35″ N, 23° 24′ 03″ E 49° 12′ 35″ N, 22° 41′ 16″ E 49° 22′ 09″ N, 22° 07′ 44″ E |        |
| 1539 | Mine de plomb, argent et zinc de Tarnowskie Góry et son système de gestion hydraulique souterrain | Silésie                         | 2017 | 1 672,76        | 2 774,35         | - Culturel (i), (ii), (iv) | 50° 25′ 34″ nord, 18° 51′ 00″ est |        |
| 1599 | Région minière préhistorique de silex rayé de Krzemionki (pl)                                     | Sainte-Croix                    | 2019 | 349,2           | 1 828,7          | - Culturel (iii), (iv) - 4 sites : champs miniers de Krzemionki Opatowskie (pl), Borownia et Korycizna (pl), et site de Gawroniec | 50° 58′ 19″ nord, 21° 29′ 20″ est 50° 55′ 34″ nord, 21° 33′ 47″ est 50° 54′ 43″ nord, 21° 36′ 14″ est 50° 53′ 02″ nord, 21° 31′ 55″ est                                                                                                 |        |
| 1133 | Forêts primaires de hêtres des Carpates et d'autres régions d'Europe                              | Basses-Carpates                 | 2021 |                 |                  | - Naturel (ix) - Site transfrontalier avec l'Albanie, l'Allemagne, l'Autriche, la Belgique, la Bosnie-Herzégovine, la Bulgarie, la Croatie, l'Espagne, la France, l'Italie, la Macédoine du Nord, Roumanie, la Slovaquie, la Slovénie, la Suisse, la Tchéquie et l'Ukraine. - 4 sites en Pologne : Połonina Wetlińska (pl) et Smerek (pl), Crête frontalière et vallée de Gorna Solinka (pl), Vallée fluviale de Terebowiec (pl), Vallée fluviale de Wolosatka (pl) | 49° 10′ 02″ nord, 22° 31′ 43″ est 49° 08′ 39″ nord, 22° 29′ 04″ est 49° 06′ 17″ nord, 22° 38′ 58″ est 49° 06′ 18″ nord, 22° 38′ 55″ est                                                                                                 |        |

### Liste indicative

#### Sites actuels
Les sites suivants sont inscrits sur la liste indicative du pays au début 2021.
| Site                                     | Voïvodie       | Type                      | Date | Lien | Notes | Coordonnées                                                                                           | Illus. |
| ---------------------------------------- | -------------- | ------------------------- | ---- | ---- | --- | --- | ------ |
| Gdańsk - Ville de mémoire et de liberté  | Poméranie      | Culturel (ii), (iv), (vi) | 2005 | 530  | * Bâtiments historiques du centre-ville : - - Porte Haute - rue Longue - Maison de la confrérie Saint-George (pl) - Porte Dorée - Maison Uphagen - Hôtel de ville - Maison d'Artus - Fontaine de Neptune - Porte Verte - Église Sainte-Marie - Chapelle royale - Grue médiévale - Péninsule de Westerplatte - Partie des chantiers navals associée à l'émergence de Solidarność, ainsi que le monument aux ouvriers du chantier naval | 54° 21′ 00″ nord, 18° 38′ 53″ est 54° 24′ 25″ nord, 18° 40′ 01″ est 54° 21′ 36″ nord, 18° 38′ 56″ est |        |
| Canal d'Augustów                         | Podlachie      | Culturel                  | 2006 | 2101 | Proposition transfrontalière conjointe avec la Biélorussie | 53° 51′ 29″ nord, 23° 32′ 31″ est                                                                     |        |
| Gorges (pl) du Dunajec dans les Piénines | Petite-Pologne | Naturel                   | 2006 | 2102 | | 49° 25′ nord, 20° 23′ est                                                                             |        |
| Centre moderniste de Gdynia              | Poméranie      | Culturel (ii), (iv), (v)  | 2019 | 6431 | | 54° 30′ nord, 18° 33′ est                                                                             |        |
| Moulin à papier de Duszniki-Zdrój        | Basse-Silésie  | Culturel (iii), (iv)      | 2019 | 6439 | | 50° 24′ 16″ nord, 16° 23′ 45″ est                                                                     |        |

#### Anciens sites
Les sites suivants ont été inscrits par le passé sur la liste indicative du pays, mais n'ont pas été retenus par la suite.
| Site                                                    | Notes           | Coordonnées                       | Illus. |
| ------------------------------------------------------- | --------------- | --------------------------------- | ------ |
| Jasna Góra                                              | Proposé en 1991 | 50° 48′ 43″ nord, 19° 05′ 49″ est |        |
| Région de Sejny et Wigry                                | Proposé en 1993 | 54° 06′ nord, 23° 21′ est         |        |
| Région de Cedynia - Chojna - Moryń                      | Proposé en 1993 | 52° 52′ 44″ nord, 14° 12′ 07″ est |        |
| Góra Świętej Anny et alentours                          | Proposé en 1993 | 50° 27′ 22″ nord, 18° 10′ 01″ est |        |
| District historique de Książ                            | Proposé en 1993 | 50° 50′ 31″ nord, 16° 17′ 31″ est |        |
| Région de Kazimierz Dolny - Janowiec - Nałęczów         | Proposé en 1993 | 51° 19′ 01″ nord, 21° 57′ 00″ est |        |
| Région de Wieluń                                        | Proposé en 1993 | 51° 13′ 01″ nord, 18° 34′ 01″ est |        |
| Vallée de la basse Vistule                              | Proposé en 1993 | 53° 07′ 05″ nord, 18° 08′ 13″ est |        |
| Région de Łowicz                                        | Proposé en 1993 | 52° 06′ nord, 19° 56′ est         |        |
| Région de Tyniec (en) - Bielany (en) - Salwator (pl)    | Proposé en 1993 | 50° 01′ nord, 19° 49′ est         |        |
| Delta de la Vistule (Żuławy Wiślane)                    | Proposé en 1993 | 54° 15′ 11″ nord, 19° 07′ 08″ est |        |
| Cathédrale Saint-Jean-Baptiste de Wrocław               | Proposé en 2002 | 51° 06′ 51″ nord, 17° 02′ 46″ est |        |
| Abbaye de Krzeszów                                      | Proposé en 2002 | 50° 44′ 03″ nord, 16° 03′ 51″ est |        |
| Vallée de la Prądnik (pl) dans le parc national d'Ojców | Proposé en 2002 | 50° 12′ 25″ nord, 19° 49′ 44″ est |        |